# Carbonil cianuro m-clorofenil idrazone
Carbonil cianuro m-clorofenil idrazone (CCCF), è un composto chimico della classe degli ionofori che contiene nella struttura un gruppi nitrile e idrazone; svolge una funzione di inibitore chimico della fosforilazione ossidativa.
È un acido debole lipido-solubile ed agisce da disgiungente mitocondriale. Generalmente CCCF causa la graduale distruzione delle cellule viventi e la morte dell'intero organismo.

## Meccanismo di azione
Il carbonil cianuro m-clorofenil idrazone influisce sulle reazioni di sintesi proteica nei mitocondri

Nei mitocondri, il carbonil cianuro m-clorofenil idrazone attraversa la membrana fosfolipidica in forma neutra e successivamente deprotona all'ammina secondaria riesce in forma anionica. 
Il CCCF, a questo punto in forma anionica, presenta una carica negativa ampiamente delocalizzata su circa dieci atomi, il che gli conferisce un campo elettrico molto debole. Ciò permette all'anione di ridiffondere facilmente nei mezzi non polari, quali le membrane fosfolipidiche.  
Il processo può essere ripetuto innumerevoli volte, distruggendo il potenziale di membrana. Anche una piccola quantità di CCCF può trasportare un enorme numero di protoni, distruggendo il gradiente di pH e cortocircuitando la catena respiratoria
.